# Puchar Europy Mistrzów Klubowych (1971/1972)
XVII Puchar Europy Mistrzów Klubowych 1971/1972

(ang. European Champion Clubs’ Cup)

## Runda wstępna
| Valencia CF – Union Luxembourg 3:1 i 1:0 1 19.08 1971 0:1 Clemen 16, 1:1 Forment 28, 2:1 J.Claramunt 56k, 3:1 Valdez 89 2 26.08 1971 1:0 Forment 17 |

## I runda
| Galatasaray SK – CSKA Moskwa 1:1 i 0:3 1 15.09 1971 0:1 Kopiejkin 43, 1:1 Aydin 71 2 29.09 1971 0:1 Dorofiejew 6, 0:2 Dorofiejew 75, 0:3 Ogłobin 85 |
| Standard Liège – Linfield Belfast 2:0 i 3:2 1 15.09 1971 1:0 Semmeling 33, 2:0 Takač 87 2 29.09 1971 1:0 van Moer 35, 2:0 Takač 52, 2:1 Magee 57, 2:2 Larmour 62, 3:2 Pilot 86k |
| Boldklubben 1903 – Celtic F.C. 2:1 i 0:3 1 15.09 1971 1:0 Johansen 14, 1:1 Macari 18, 2:1 Johansen 24 2 29.09 1971 0:1 Wallace 23, 0:2 Callaghan 79, 0:3 Wallace 85 |
| Feyenoord – Olympiakos Nikozja 8:0 i 9:0 1 15.09 1971 1:0 Mainwald 3, 2:0 van Hanegem 8, 3:0 Schoenmaker 25, 4:0 Mainwald 30, 5:0 Schoenmaker 47, 6:0 Schoenmaker 49, 7:0 Israël 71, 8:0 Schneider 86 2 22.09 1971 1:0 van Hanegem 3, 2:0 Hasil 15, 3:0 Wery 22, 4:0 Posthumus 23, 5:0 Posthumus 42, 6:0 Israël 47, 7:0 Israël 51, 8:0 Israël 57, 9:0 van Hanegem 70 (mecz w Rotterdamie) |
| Inter Mediolan – AEK Ateny 4:1 i 2:3 1 15.09 1971 0:1 Pomonis 15, 1:1 Mazzola 20, 2:1 Facchetti 35, 3:1 Jair 44, 4:1 Boninsegna 61k 2 29.09 1971 1:0 Karafeskos 17s, 1:1 Venturis 28, 1:2 Papaioannou 45, 2:2 Boninsegna 75, 2:3 Nikolaidis 88 |
| Újpest – Malmö FF 4:0 i 0:1 1 15.09 1971 1:0 A.Dunai 17, 2:0 Bene 28, 3:0 Bene 64, 4:0 Bene 81 2 29.09 1971 0:1 Tapper 11k |
| Valencia CF – Hajduk Split 0:0 i 1:1 1 15.09 1971 2 29.09 1971 0:1 Anibal Pérez 14s, 1:1 J.Claramunt 58 |
| Cork Hibernians – Borussia Mönchengladbach 0:5 i 1:2 1 15.09 1971 0:1 Wloka 6, 0:2 Heynckes 18, 0:3 Wloka 30, 0:4 Le Fevre 33, 0:5 Le Fevre 40 2 29.09 1971 1:0 Dennehy 32, 1:1 Sieloff 60, 1:2 Wimmer 80 |
| SSW Innsbruck – SL Benfica 0:4 i 1:3 1 15.09 1971 0:1 Jaime Graca 19, 0:2 Artur Jorge 26, 0:3 Eusebio 79, 0:4 Artur Jorge 80 2 29.09 1971 0:1 Adolfo 36, 1:1 Jara 47, 1:2 Artur Jorge 73, 1:3 Simôes 83 |
| AFC Ajax – Dynamo Drezno 2:0 i 0:0 1 15.09 1971 1:0 Swart 2, 2:0 Keizer 24 2 29.09 1971 |
| Strømsgodset IF – Arsenal F.C. 1:3 i 0:4 1 15.09 1971 0:1 Simpson 2, 0:2 Wolner 20s, 1:2 S.Pettersen 52, 1:3 Kelly 81 (mecz w Oslo) 2 29.09 1971 0:1 R.Kennedy 6, 0:2 Radford 8, 0:3 Radford 58, 0:4 Armstrong 78 |
| FC Dinamo Bukareszt – Spartak Trnawa 0:0 i 2:2 1 15.09 1971 2 29.09 1971 0:1 Kabat 42, 1:1 Popescu 63, 1:2 Dobiaš 69k, 2:2 Popescu 88 |
| Olympique Marsylia – Górnik Zabrze 2:1 i 1:1 1 15.09 1971 0:1 Lubański 28, 1:1 Wraży 45s, 2:1 Skoblar 78 2 29.09 1971 0:1 Anczok 32, 1:1 Skoblar 53 (mecz w Chorzowie) |
| CSKA Sofia – Partizani Tirana 3:0 i 1:0 1 15.09 1971 1:0 Atanasow 17, 2:0 Nikodimow 36k, 3:0 Maraszlijew 53 2 29.09 1971 1:0 Atanasow 57 |
| Lahden Reipas – Grasshopper Club Zürich 1:1 i 0:8 1 15.09 1971 0:1 Ohlhauser 63, 1:1 Lindholm 75 2 29.09 1971 0:1 K.Müller 1, 0:2 Gröbli 31, 0:3 K.Müller 39, 0:4 Schneeberger 45, 0:5 Meier 70, 0:6 K.Müller 71, 0:7 Mayer 77, 0:8 K.Müller 85 |
| Íþróttabandalag Akraness – Sliema Wanderers 0:4 i 0:0 1 26.09 1971 0:1 Cooks 25, 0:2 Cooks 57, 0:3 Cooks 68, 0:4 Aquilina 81 2 29.09 1971 oba mecze rozegrane zostały w La Valetta |

## II runda
| CSKA Moskwa – Standard Liège 1:0 i 0:2 1 20.10 1971 1:0 Kopiejkin 27 2 03.11 1971 0:1 Takač 7, 0:2 Takač 56k |
| FC Dinamo Bukareszt – Feyenoord 0:3 i 0:2 1 20.10 1971 0:1 Wery 38, 0:2 Maiwald 43, 0:3 Schneider 50 2 03.11 1971 0:1 I.Nunweiller 53s, 0:2 Schoenmaker 68 |
| Valencia CF – Újpest 0:1 i 1:2 1 20.10 1971 0:1 Zámbó 54 2 03.11 1971 0:1 A.Dunai II 51, 0:2 A.Dunai II 53, 1:2 Valdez 56 |
| Inter Mediolan – Borussia Mönchengladbach (1:7) 4:2 i 0:0 x 20.10 1971 0:1 Heynckes 8, 1:1 Boninsegna 20, 1:2 Le Fevre 22, 1:3 Le Fevre 40, 1:4 Netzer 44, 1:5 Heynckes 45, 1:6 Netzer 55, 1:7 Sielof 90k 1 03.11 1971 1:0 Bellugi 10, 2:0 Boninsegna 13, 2:1 Le Fevre 38, 3:1 Jair 58, 3:2 Wittkamp 89, 4:2 Ghio 90 2 01.12 1971 W pierwszym meczu Borussia Mönchengladbach pokonała na własnym boisku Inter 7:1(5:1). Podczas meczu Roberto Boninsegna trafiony rzuconą z trybun puszką od piwa został zniesiony z boiska. Mecz anulowano z powodu skandalicznego zachowania się publiczności i powtórzono w Berlinie Zachodnim, ale już jako rewanż po spotkaniu rozegranym w Mediolanie. |
| SL Benfica – CSKA Sofia 2:1 i 0:0 1 20.10 1971 1:0 Rodrigues 50, 2:0 Jorge 62, 2:1 Żekow 86 2 03.11 1971 |
| Grasshopper Club Zürich – Arsenal F.C. 0:2 i 0:3 1 20.10 1971 0:1 R.Kennedy 2, 0:2 Graham 88 2 03.11 1971 0:1 R.Kennedy 40, 0:2 George 47, 0:3 Radford 84 |
| Olympique Marsylia – AFC Ajax 1:2 i 1:4 1 20.10 1971 1:0 Gress 10, 1:1 Keizer 37, 1:2 Cruyff 60 2 03.11 1971 1:0 Couécou 17, 1:1 Couécou 32s, 1:2 Swart 37, 1:3 Cruyff 64, 1:4 Haan 80 |
| Celtic F.C. – Sliema Wanderers 5:0 i 2:1 1 20.10 1971 1:0 Gemmell 6, 2:0 Macari 17, 3:0 Macari 41, 4:0 Hood 69, 5:0 Brogan 78 2 03.11 1971 0:1 Cooks 1, 1:1 Hood 42, 2:1 Lennox 57 |

## 1/4 finału
| AFC Ajax – Arsenal F.C. 2:1 i 1:0 1 08.03 1972 0:1 R.Kennedy 15, 1:1 G.Műhren 27, 2:1 G.Műhren 74 2 22.03 1972 1:0 Graham 16s                                   |
| Feyenoord – SL Benfica 1:0 i 1:5 1 08.03 1972 1:0 Laseroms 47 2 22.03 1972 0:1 Nene 6, 0:2 Jordâo 30, 1:2 Posthumus 75, 1:3 Nene 81, 1:4 Jordâo 90, 1:5 Nene 92 |
| Újpest – Celtic F.C. 1:2 i 1:1 1 08.03 1972 0:1 Horváth 19s, 1:1 Horváth 64, 1:2 Macari 85 2 22.03 1972 1:0 A.Dunai II 5, 1:1 Macari 62                         |
| Inter Mediolan – Standard Liège 1:0 i 1:2 1 08.03 1972 1:0 Jair 80 2 22.03 1972 0:1 Cvetler 52, 1:1 Mazzola 80, 1:2 Takač 85k                                   |

## 1/2 finału
| AFC Ajax – SL Benfica 1:0 i 0:0 1 05.04 1972 1:0 Swart 64 2 19.04 1972            |
| Inter Mediolan – Celtic F.C. 0:0 i 0:0 (dog), karne 5:4 1 05.04 1972 2 19.04 1972 |

## Finał
| 31 maja 1972 Rotterdam Stadion De Kuip (61 354) AFC Ajax – Inter Mediolan 2:0 (0:0) Sędzia: Robert Helles (Francja) Bramki: 1:0 Cruijff 47, 2:0 Cruijff 78 Amsterdamsche Football Club Ajax (trener Stefan Kovacs): Heinz Stuy – Wim Suurbier, Horst Blankenburg, Barry Hulshoff, Ruud Krol, Johan Neeskens, Arie Haan, Gerrie Mühren, Sjaak Swart, Johan Cruijff, Piet Keizer Football Club Internazionale Milano (trener Giovanni Invernizzi): Ivano Bordon – Tarcisio Burgnich, Giacinto Facchetti, Mauro Bellugi, Gabriele Oriali, Mario Giubertoni (13 Mario Bertini), Gianfranco Bedin, Mario Frustalupi, Jair da Costa (58 Sergio Pellizzaro), Sandro Mazzola, Roberto Boninsegna |